# Luidia tessellata
Luidia tessellata is een kamster uit de familie Luidiidae.
De wetenschappelijke naam van de soort werd in 1859 gepubliceerd door Christian Frederik Lütken.